# 알프레드 시슬레
알프레드 시슬레(Alfred Sisley, 1839년 10월 30일 – 1899년 1월 29일)는 잉글랜드인으로 프랑스에서 활동한 인상주의 풍경 화가이다.

## 생애와 작품
시슬레는 파리에서 부유한 영국인 부모인 윌리엄 시슬레(William Sisley)와 펠리시아 셀(Felicia Sell)에게서 태어났다. 1860년대 초에 그는 샤를 글레르의 작업실에서 공부했다. 여기서 그는 프레데리크 바지유, 클로드 모네, 오귀스트 르누아르 등과 친하게 지내게 된다. 그들은 순간적인 빛의 효과를 사실적으로 포착하기 위하여 야외 사생을 즐겨했다. 당시에는 혁신적이었던 야외 사생 기법으로, 좀 더 색채가 풍부해졌고 일반 대중들이 익숙해진 시각보다 더 넓게 그려졌다. 그 결과로 시슬레와 그의 친구들은 처음으로 자신들의 작품을 전시하거나 팔 수 있는 기회를 얻었다. 그의 재정적 곤란에 시달리는 동료 학생들과는 달리 시슬레는 그의 아버지로부터 용돈을 받았지만 말이다.
시슬레의 학생 시절 작품들은 유실되었다. 사람들에게 알려진 알려진 작품들 중 가장 오래된 것은 1864년경 그려진 것으로 보이는 〈작은 마을 인근의 오솔길〉(Lane near a Small Town)이다.
1866년 시슬레는 브르타뉴 지방 출신인 Eugénie Lesouezec과 결혼하여 2명의 자식을 두었다. 1870년 아버지의 사업이 실패하면서 재정적 지원이 끊겨, 시슬레는 자신의 작품을 팔아서 혼자 생계를 꾸려갔다. 이후 시슬레는 궁핍한 삶을 살았다. 그의 작품은 그가 사망한 이후에야 금전적 가치가 있다고 인정을 받았다.
1880년에 시슬레 가족은 19세기 초부터 바르비종파 화가들이 작업하던 퐁텐블로(Fontainebleau) 숲 인근에 있는 모레쉬르루앙(Moret-sur-Loing)으로 이주하였다. 미술사학자 안 풀레(Anne Poulet)는 "이곳의 조용한 풍경과 끊임없이 변화하는 공기는 그의 재능과 완벽하게 맞았다. 모네와는 달리 사나운 대양이나 코트 다쥐르(Côte d'Azur)의 빛나는 색채의 풍경을 찾으려 들지 않았다."라고 언급했다.
1857년에서 1961년 사이의 런던에서 지낸 시기와 1874년, 1881년 그리고 1897년 잉글랜드로 여행한 것을 제외하면 시슬레는 전 생애를 프랑스에서 보냈다. 윌리엄 터너(J. M. W. Turner)와 존 콘스터블(John Constable)의 그림과 시슬레의 관계는 잘 알려져 있지 않다. 그의 인상주의 화가로서의 발전에 런던에서 많이 보았을 그러한 화가들이 영향을 주었을 것이라는 의견이 있었기는 했지만 말이다.
인상주의자들 사이에서 시슬레는 비록 시슬레가 덜 표현적이고, 더 작은 규모로 작업하기는 했지만 서로 그림이 비슷했던 모네의 그림자에 가려졌다. 미술사학자인 로버트 로젠블룸(Robert Rosenblum)에 따르면 "보편적인 특징의, 완벽한 인상주의 회화의 비개인적인 교과서적인 발상"",을 가졌던 공기와 하늘에 호소하는 그의 작품은 매우 인상적이다. 풍경에 집중했던 그는 다른 인상주의자들보다 훨씬 일관적이었다.
시슬레는 그의 부인이 죽은 지 몇 달 뒤에 59세의 나이로 Moret-sur-Loing에서 사망했다.

### 작품
시슬레의 가장 유명한 작품은 시카고 미술관이 소장하고 있는 "모레의 길"(Street in Moret)과 "모래더미"(Sand Heaps)와 파리 오르세 미술관에 있는 "모레 쉬르 루앙의 다리"(The Bridge at Moret-sur-Loing) "모레의 포플러길"(Allée des peupliers de Moret)은 니스 미술관에서 3번이나 도둑맞았다. 1978년에는 마르세유에서 빌려갔을 때에(며칠 뒤 도시 하수도에서 발견되었다.), 1998년에는 공범자 2명과 함께 미술관의 큐레이터가 절도죄로 5년간 감옥에 갇혔고, 2007년에도 사라졌으나 다시 발견되었다.

## 주요 작품

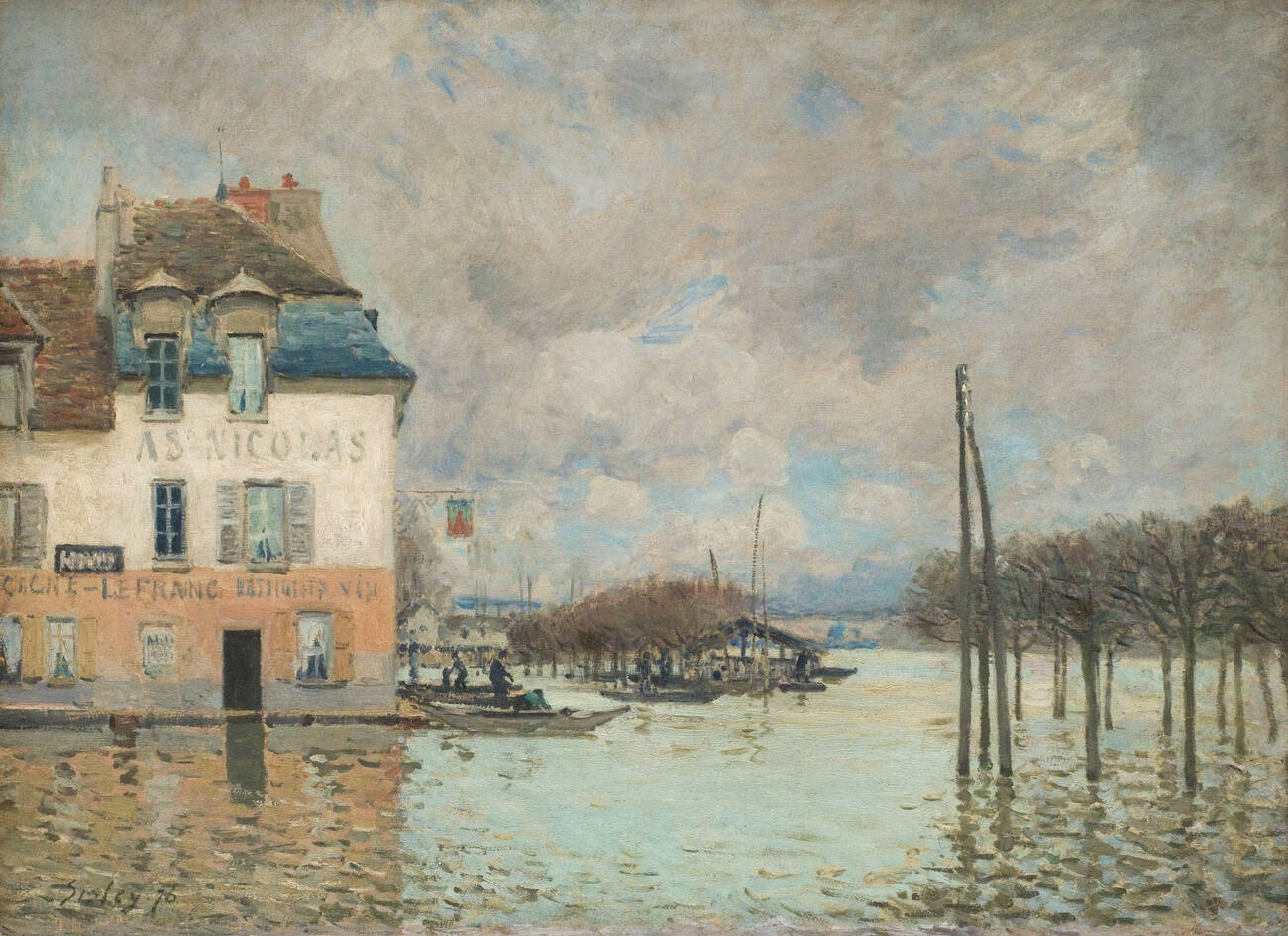
L'Inondation à Port-Marly
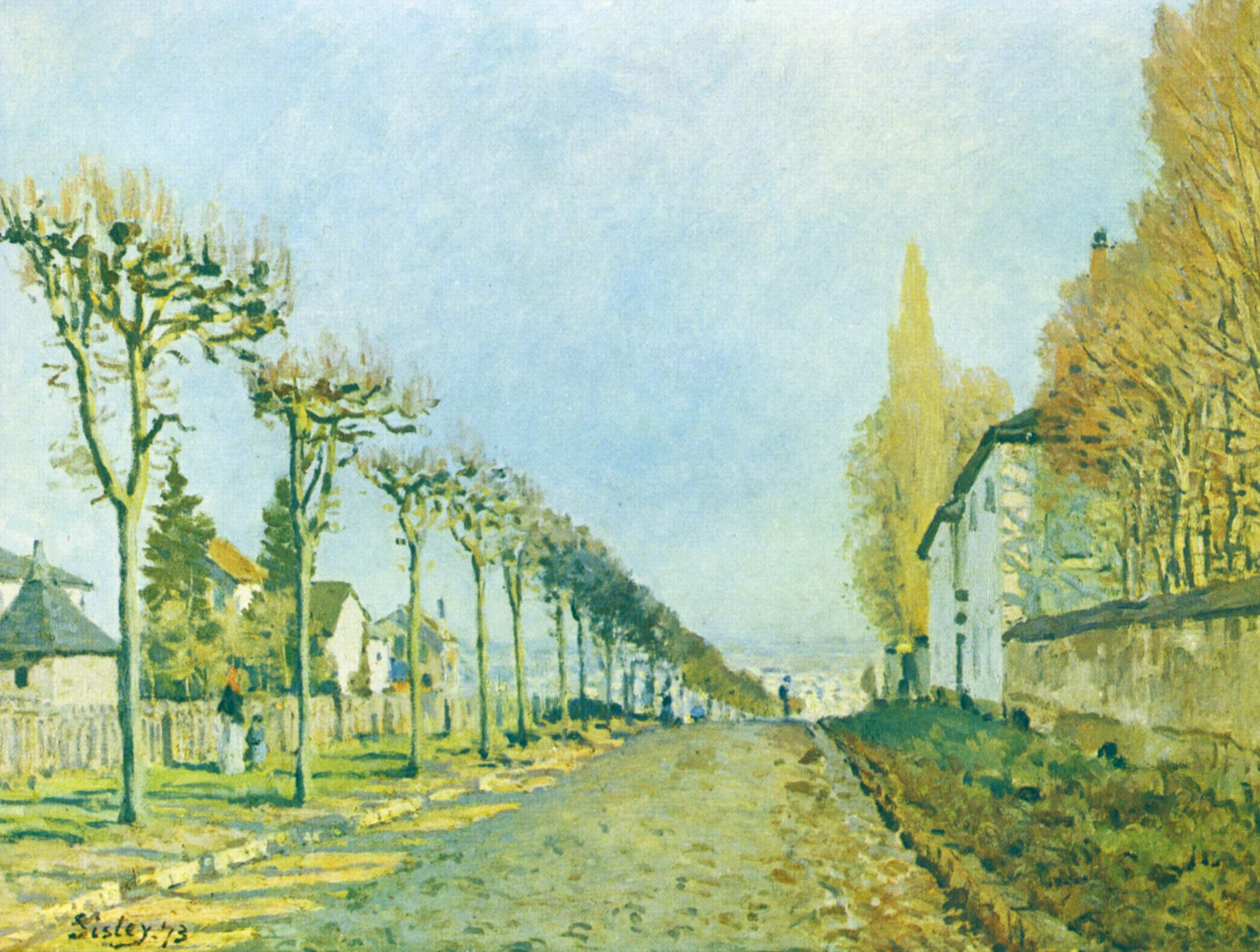
Le chemin de la Machine, Louveciennes
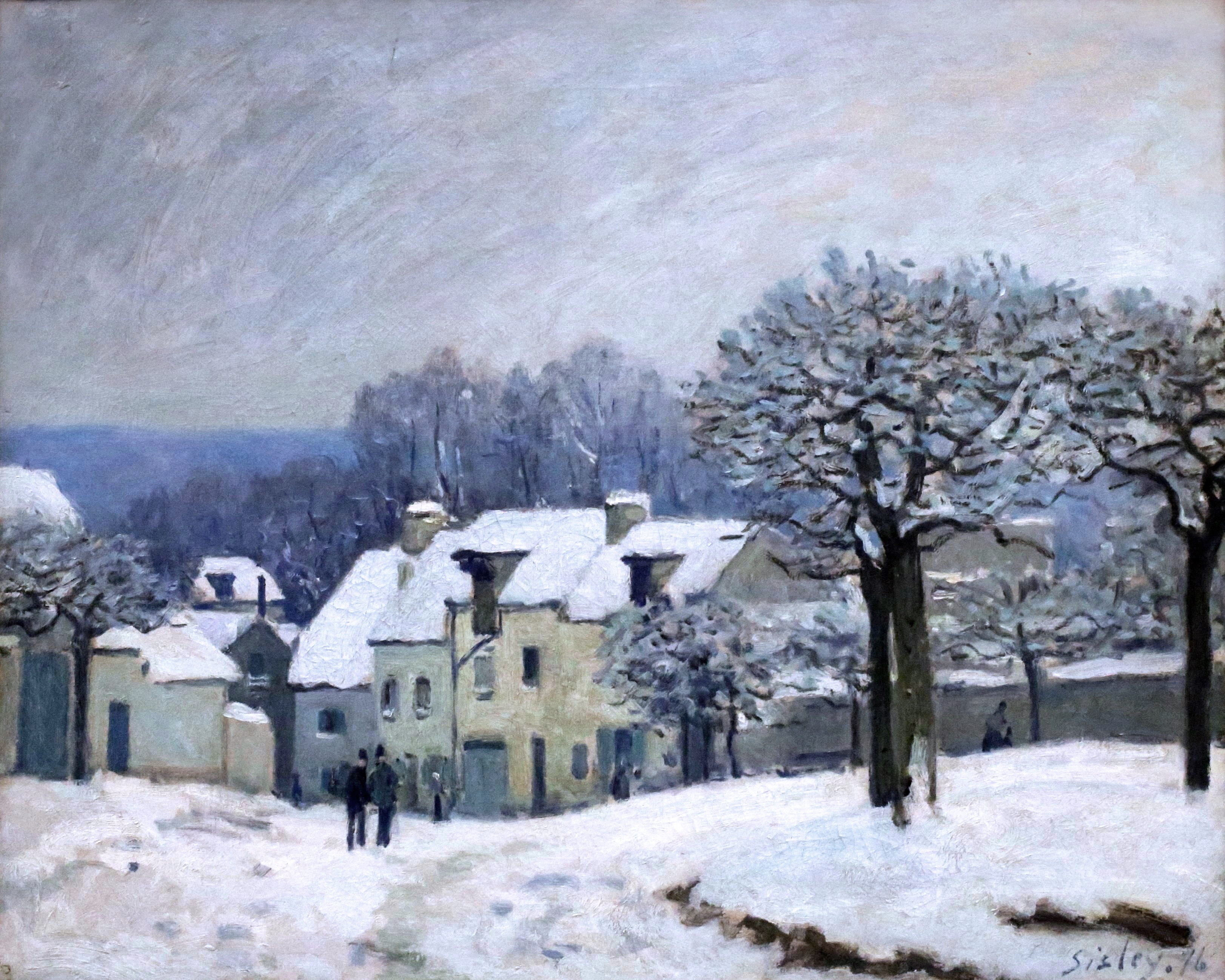
La Place du Chenil à Marly, effet de neige

## 참고 문헌
- Denvir, B. (2000). The Chronicle of Impressionism: An Intimate DIary of the Lives and World of the Great Artists. London: Thames & Hudson. OCLC 43339405
- Poulet, A. L., & Murphy, A. R. (1979). Corot to Braque: French Paintings from the Museum of Fine Arts, Boston. Boston: The Museum. ISBN 0-87846-134-5
- Rosenblum, Robert (1989). Paintings in the Musée d'Orsay. New York: Stewart, Tabori & Chang. ISBN 1-55670-099-7
- Turner, J. (2000). From Monet to Cézanne: late 19th-century French artists. Grove Art. New York: St Martin's Press. ISBN 0-312-22971-2